# Eleonora di Bretagna (badessa)
Eleonora di Bretagna, o Aliénor de Bretagne (1275 – 16 maggio 1342) è stata una nobildonna e religiosa inglese. Figlia di Giovanni II di Bretagna e Beatrice d'Inghilterra, fu la sedicesima badessa dell'abbazia di Fontevrault.

## Biografia
Nel 1281, all'età di sette anni, entrò nel priorato di Amesbury insieme alla giovanissima cugina, Maria Plantageneta, per volere della nonna Eleonora di Provenza, che vi risiedeva già da alcuni anni; ivi era sepolta Eleonora di Bretagna, sua cugina di terzo grado. Nel marzo 1291, la sedicenne Eleonora pronunciò i voti solenni, diventando monaca benedettina. Nel 1294 fu trasferita all'abbazia di Fontevrault, di cui divenne badessa nel 1304.
Badessa autorevole, ebbe modo di scontrarsi più volte con la corona inglese: nel 1304 scelse una monaca francese come priora di Amesbury, ma dovette ritornare sui propri passi per richiesta dello zio Edoardo I. Nel 1317 Edoardo II d'Inghilterra le chiese di restituire a Maria Plantageneta il titolo di visitatrix del priorato di Amesbury, di cui era stata privata nel 1313 per problemi disciplinari, ma Eleonora rifiutò la richiesta del re e fu costretta a cedere solo dopo l'intervento papale.
Il suo nome è legato soprattutto al cosiddetto "graduale di Fontevrault" (o "graduale di Eleonora di Bretagna"), un antifonario riccamente miniato realizzato a Parigi negli anni 1250 e donato alla badessa dal padre alla fine del XIII secolo. Alla sua morte nel 1342, Eleonora donò l'antifonario all'abbazia.

## Ascendenza
|                          |                        |                                    | Genitori                 |  |  | Nonni |  |  | Bisnonni             |  |  | Trisnonni           |  |
|                          |                        |                                    |                          |  |  |       |  |  | Pietro I di Bretagna |  |  | Roberto II di Dreux |  |
|                          |                        |                                    |                          |  |  |       |  |  | Pietro I di Bretagna |  |  | Roberto II di Dreux |  |
|                          |                        | Yolanda di Coucy                   |                          |  |  |       |  |  | Pietro I di Bretagna |  |  |                     |  |
| Giovanni I di Bretagna   |                        |                                    |                          |  |  |       |  |  | Pietro I di Bretagna |  |  |                     |  |
|                          |                        | Alice di Thouars                   | Guido di Thouars         |  |  |       |  |  |                      |  |  |                     |  |
|                          |                        | Alice di Thouars                   | Guido di Thouars         |  |  |       |  |  |                      |  |  |                     |  |
|                          |                        | Alice di Thouars                   | Costanza di Bretagna     |  |  |       |  |  |                      |  |  |                     |  |
| Giovanni II di Bretagna  |                        | Alice di Thouars                   |                          |  |  |       |  |  |                      |  |  |                     |  |
|                          |                        | Tebaldo I di Navarra               | Tebaldo III di Champagne |  |  |       |  |  |                      |  |  |                     |  |
|                          |                        | Tebaldo I di Navarra               | Tebaldo III di Champagne |  |  |       |  |  |                      |  |  |                     |  |
|                          |                        | Tebaldo I di Navarra               | Bianca di Navarra        |  |  |       |  |  |                      |  |  |                     |  |
| Bianca di Navarra        |                        | Tebaldo I di Navarra               |                          |  |  |       |  |  |                      |  |  |                     |  |
|                          |                        | Agnese di Beaujeu                  | Guiscardo IV di Beaujeu  |  |  |       |  |  |                      |  |  |                     |  |
|                          |                        | Agnese di Beaujeu                  | Guiscardo IV di Beaujeu  |  |  |       |  |  |                      |  |  |                     |  |
|                          |                        | Agnese di Beaujeu                  | Sibilla di Hainaut       |  |  |       |  |  |                      |  |  |                     |  |
| Eleonora di Bretagna     |                        | Agnese di Beaujeu                  |                          |  |  |       |  |  |                      |  |  |                     |  |
|                          | Giovanni d'Inghilterra | Enrico II d'Inghilterra            |                          |  |  |       |  |  |                      |  |  |                     |  |
|                          | Giovanni d'Inghilterra | Enrico II d'Inghilterra            |                          |  |  |       |  |  |                      |  |  |                     |  |
|                          | Giovanni d'Inghilterra | Eleonora d'Aquitania               |                          |  |  |       |  |  |                      |  |  |                     |  |
| Enrico III d'Inghilterra | Giovanni d'Inghilterra |                                    |                          |  |  |       |  |  |                      |  |  |                     |  |
|                          |                        | Isabella d'Angoulême               | Ademaro III d'Angoulême  |  |  |       |  |  |                      |  |  |                     |  |
|                          |                        | Isabella d'Angoulême               | Ademaro III d'Angoulême  |  |  |       |  |  |                      |  |  |                     |  |
|                          |                        | Isabella d'Angoulême               | Alice di Courtenay       |  |  |       |  |  |                      |  |  |                     |  |
| Beatrice d'Inghilterra   |                        | Isabella d'Angoulême               |                          |  |  |       |  |  |                      |  |  |                     |  |
|                          |                        | Raimondo Berengario IV di Provenza | Alfonso II di Provenza   |  |  |       |  |  |                      |  |  |                     |  |
|                          |                        | Raimondo Berengario IV di Provenza | Alfonso II di Provenza   |  |  |       |  |  |                      |  |  |                     |  |
|                          |                        | Raimondo Berengario IV di Provenza | Garsenda di Provenza     |  |  |       |  |  |                      |  |  |                     |  |
| Eleonora di Provenza     |                        | Raimondo Berengario IV di Provenza |                          |  |  |       |  |  |                      |  |  |                     |  |
|                          |                        | Beatrice di Savoia                 | Tommaso I di Savoia      |  |  |       |  |  |                      |  |  |                     |  |
|                          |                        | Beatrice di Savoia                 | Tommaso I di Savoia      |  |  |       |  |  |                      |  |  |                     |  |
|                          |                        | Beatrice di Savoia                 | Margherita di Ginevra    |  |  |       |  |  |                      |  |  |                     |  |
|                          |                        | Beatrice di Savoia                 |                          |  |  |       |  |  |                      |  |  |                     |  |